# Tomasz Jeżewski
Tomasz Jeżewski (ur. 3 lutego 1985) – polski piłkarz ręczny grający na pozycji prawego rozgrywającego. Od 2014 jest zawodnikiem HSG Pohlheim.

## Sukcesy
- wicemistrzostwo Polski  (2004)
- brązowy medal mistrzostw Polski  (2005)
- puchar Polski  (2004, 2006)